# Crocallis matillae
Crocallis matillae är en fjärilsart som beskrevs av Rudolf Pinker 1974. Crocallis matillae ingår i släktet Crocallis och familjen mätare. Inga underarter finns listade i Catalogue of Life.